# Picris mauginiana
Picris mauginiana là một loài thực vật có hoa trong họ Cúc. Loài này được Pamp. miêu tả khoa học đầu tiên năm 1924.